# Friedrich Weyerhäuser

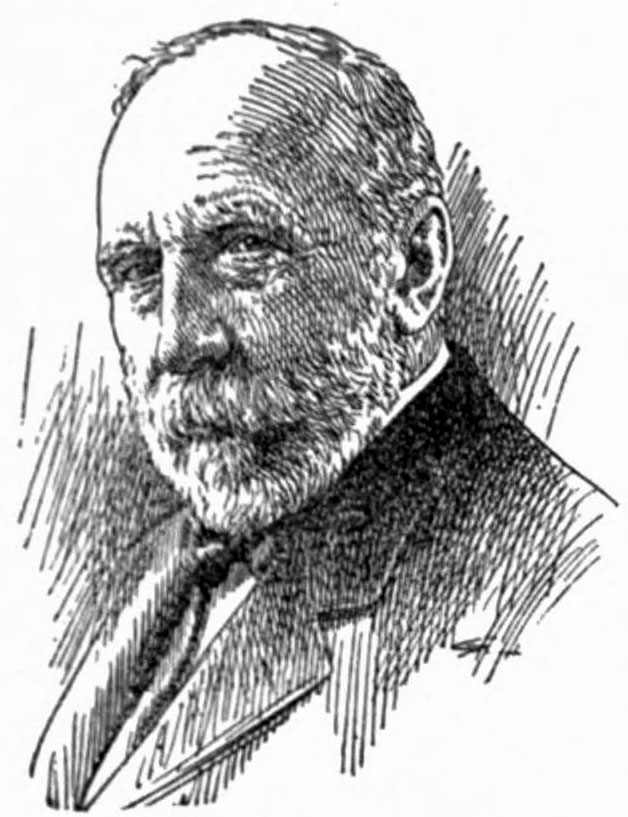
Friedrich Weyerhäuser

Friedrich (Frederik) Weyerhäuser (* 21. November 1834 in Nieder-Saulheim, Rheinhessen; † 4. April 1914 in Pasadena, Kalifornien) war ein deutsch-amerikanischer Holzmogul und Gründer des Unternehmens Weyerhaeuser, das große Waldflächen, sowie Sägewerke, Papierfabriken und andere verarbeitende Werke besaß und besitzt.
Im Alter von 18 Jahren immigrierte Weyerhäuser in die USA und begann als Arbeiter in einem Sägewerk, das er später kaufte. Er begann ebenso, Anteile an vielen anderen Holzunternehmen zu erwerben, teilweise waren dies Mehrheitsbeteiligungen. 1872 errichtete er die Mississippi River Boom and Logging Co. ein Bündnis, das alle Holzstämme abwickelte, die am Mississippi verarbeitet wurden. 1900 kaufte Weyerhäuser von J. J. Hill 364.000 Hektar Waldland im pazifischen Nordwesten und gründete somit das Weyerhäuser Holzunternehmen. Weyerhäuser änderte niemals die Namen der Unternehmen, die er kontrollierte. Eine der 30 Fabriken, an denen er einen Anteil besaß, war Potlatch, später Potlatch Corporation. Er besaß ebenfalls Anteile an der Boise Cascade Corporation. Das Unternehmen Weyerhaeuser ist immer noch der weltweit größte Holzverkäufer.
Als Dank an seine Heimatgemeinde Saulheim stiftete er 1904 die Sängerhalle.